# Кундухов, Муса Алхасович
Муса Алхасович (Мусса Алхастович) Кундухов (осет. Къуындыхаты Алхасты фырт Муссӕ; весна 1818, Тагаурия — 1889, Эрзерум) — российский генерал-майор, турецкий дивизионный генерал.

## Биография
Муса, пятый сын осетинского алдара-мусульманина Алхаста, родился весной 1818 года. В 12 лет был взят аманатом в Санкт-Петербург, где в 1836 году окончил Павловское военное училище. Был определён корнетом по кавалерии в составе Отдельного Кавказского корпуса. Сопровождал Николая I в поездке по Кавказу в 1837 году. В 1841 году произведён в капитаны.
Будучи в чине майора Кундухову в 1848 году было поручено сформировать из горцев две сотни для усиления Кавказского конно-горского дивизиона, дислоцированного в Варшаве. В марте 1849 года сформированный из двух сотен дивизион под командованием Кундухова по приказу начальника Главного Штаба действующей армии князя М. Д. Горчакова выступил в поход в Венгрию.
По завершении Венгерской кампании, 24 сентября того же года, прибыл с дивизионом к месту постоянной дислокации в Варшаву. Был назначен командиром усиленного Кавказского конно-горского дивизиона. Прослужил в этой должности до 18 апреля 1852 года, когда был уволен в четырёхмесячный отпуск на Кавказ.
Вернувшись на Кавказ, участвовал в переговорах с Шамилем, окончившихся неудачно.
Во время Крымской войны Кундухов в чине подполковника руководил организацией горского конного ополчения, с которым участвовал в операциях против турок в Закавказье. 9 сентября 1853 года Кундухов был награждён Золотой саблей с надписью «За храбрость». Был произведён в полковники.
К концу 1850-х годов являлся начальником Военно-Осетинского, а затем также и Чеченского округа Терской области. В 1860 году был произведён в генерал-майоры. 26 ноября того же года за 25-летнюю службу в офицерских чинах удостоен ордена Святого Георгия IV класса
Кавалер орденов Святого Владимира 4-й степени с бантом (1841), Святого Станислава 2-й степени (1842), Святой Анны 2-й степени с императорской короной (1851), Святого Владимира 3-й степени (1858), Святого Станислава 1-й степени (1861), Святой Анны 1-й степени (1861), Рыцарского креста Австрийского ордена Леопольда.
Предложил руководству проект по переселению (мухаджирству) части осетин-мусульман, чеченцев Малой Чечни и карабулаков в Османскую империю, и, неожиданно для многих, возглавил его.
В начале марта 1865 года с 5-тысячной партией горцев Кундухов направился сухопутным путём через Военно-грузинскую дорогу и Грузию в направлении к Карсу, к которому прибывает 22 июня. Вместе с ним в Турцию направились сыновья Асламбек и Бекирбей (будущий министр иностранных дел Турции), братья Афако и Казбулат.
Там и принял турецкое подданство, получил титул паши и должность дивизионного генерала.
Во время Русско-турецкой войны 1877—1878 годов командовал крупным турецким кавалерийским отрядом численностью до 4-х тысяч всадников. В ночном бою с 17 на 18 мая 1877 года у селения Бегли-Ахмет, восточнее Карса, отряд Кундухова был разгромлен 2-м дивизионом Нижегородского драгунского полка под командованием майора Керим-бека Новрузова.
Последние годы Муса Кундухов жил в Эрзеруме, где сначала командовал местным гарнизоном, а потом вышел в отставку. Похоронен на территории эрзерумской мечети Харманли.

## В искусстве
Муса Кундухов — один из персонажей романа Абузара Айдамирова «Долгие ночи».